# Gold Against the Soul
Gold Against the Soul – drugi studyjny album walijskiego zespołu rockowego Manic Street Preachers, wydany w 1993 roku.

## Spis utworów
1. "Sleepflower" – 4:51
2. "From Despair to Where" – 3:34
3. "La Tristesse Durera (Scream to a Sigh)" – 4:13
4. "Yourself" – 4:11
5. "Life Becoming a Landslide" – 4:14
6. "Drug Drug Druggy" – 3:26
7. "Roses in the Hospital" – 5:02
8. "Nostalgic Pushead" – 4:14
9. "Symphony of Tourette" – 3:31
10. "Gold Against the Soul" – 5:34